# Liste öffentlicher Kneipp-Anlagen im Landkreis Biberach
In der Liste öffentlicher Kneipp-Anlagen im Landkreis Biberach sind öffentliche Kneipp-Anlagen für Orte, die zum Landkreis Biberach in Baden-Württemberg gehören, aufgeführt. Sie ist primär nach Orten sortiert, unabhängig davon, ob es sich um Ortsteile, Gemeinden oder Städte handelt. Kneipp-Anlagen können laut Kneipp-Bund in Form von Wassertretanlagen oder Armbecken vorliegen und unterliegen grundsätzlich nicht der Trinkwasserverordnung. Kneipp-Anlagen werden häufig künstlich angelegt. Daneben gibt es in den natürlichen Verlauf von Fließgewässern eingebettete Wassertretstellen. Kneippen ist eine Behandlungsmethode der Hydrotherapie, die auf der Grundlage von Sebastian Kneipp angewendet wird. Hierbei wird in kaltem Wasser auf der Stelle geschritten. In Armbecken werden die Arme bis zur Mitte der Oberarme ins kalte Wasser getaucht. Die Liste erhebt keinen Anspruch auf Vollständigkeit.

## Kneipp-Anlagen im Landkreis Biberach
Derzeit sind im Landkreis Biberach drei öffentliche Kneipp-Anlagen erfasst (Stand: 21. Juli 2022):
| Bild                         | Ort                 | Beschreibung                 | ↴ Zufluss / ↳ Abfluss | Standort                                          |
| ---------------------------- | ------------------- | ---------------------------- | --------------------- | ------------------------------------------------- |
| Kneipp-Anlage beim Jordanbad | Biberach an der Riß | Kneipp-Anlage beim Jordanbad | ↴↳ Reichenbach        | ⊙ Jordanbad                                       |
| Kneipp-Anlage Gutenzell      | Gutenzell           | Kneipp-Anlage Gutenzell      | ↴↳ Mühlbach           | ⊙ Außenseite östl. Klostermauer/ Schlossbezirk 11 |
| Kneipp-Anlage Riedlingen     | Riedlingen          | Kneipp-Anlage Riedlingen     | ↴↳ Goldbronnenbach    | ⊙ Goethestraße/ Am Goldbronnenbach                |